# شن دو
شن دو (انگلیسی: Shen Duo؛ زادهٔ ۹ ژوئن ۱۹۹۷) ورزشکار ورزش شنا اهل چین است.
وی در مسابقات کشوری و بین‌المللی در مجموع برندهٔ ۹ مدال طلا، ۲ مدال نقره، ۱ مدال برنز شده‌است.